# Alphonse Chodron de Courcel
Alphonse Chodron de Courcel (Parigi, 30 luglio 1835 – Parigi, 17 giugno 1919) è stato un politico e diplomatico francese.

## Biografia

### Famiglia
Alphonse Chodron de Courcel fu figlio di Jules Chodron (1804-1870), segretario di legazione proprietario dei castelli di Athis, Port-Courcel e Mont-Courcel, e di Henriette Boulay de la Meurthe (1809-1884), figlia di Antoine Boulay de la Meurthe. Alphonse sposò il 28 novembre 1866 Marie-Elisabeth Texier, da cui ebbe sette figli. Fu inoltre nonno di Geoffroy Chodron de Courcel e prozio di Bernadette Chodron de Courcel, nota come Bernadette Chirac.
Divenne barone di Courcel (termine riferibile a Port-Courcel, situato a Vigneux-sur-Seine, nel dipartimento dell'Essonne) con una lettera patente del 6 marzo 1867.

### Carriera politica

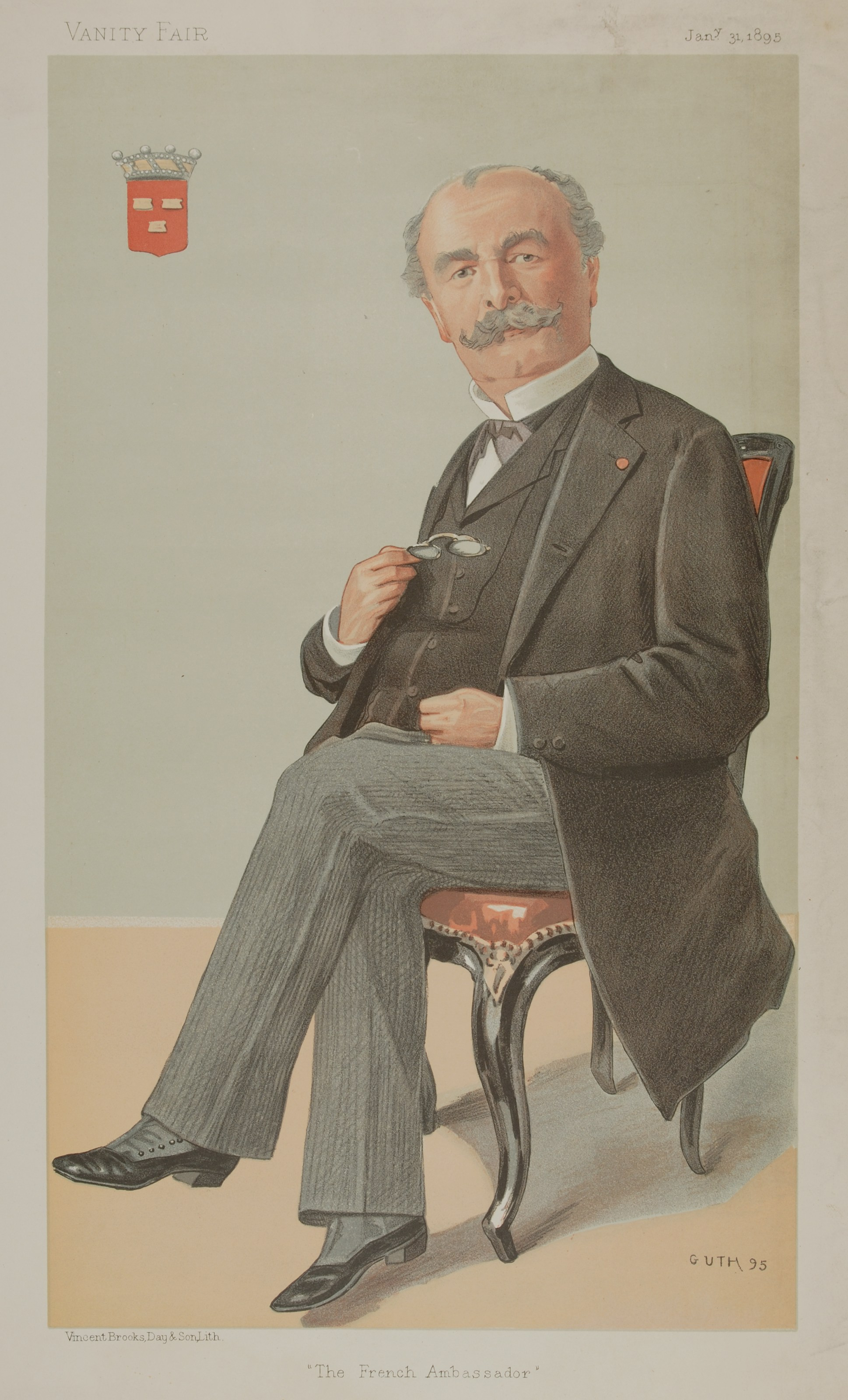
Ritratto del barone Chodron de Courcel su Vanity Fair del 31 gennaio 1895.

Dopo la laurea in legge presso la Faculté de droit de Paris e il dottorato all'Università di Bonn, ottenne il primo incarico come funzionario all'ambasciata francese di Bruxelles nel 1859 grazie anche all'aiuto di Gustave de Monttessuy, diplomatico e amico del padre, spostandosi poi a San Pietroburgo nel 1861. Tornato in Francia, entrò a far parte del gabinetto di Édouard Drouyn de Lhuys, ministro degli Affari esteri, divenendo Direttore degli affari politici in Quai d'Orsay nel 1880.
Léon Gambetta lo nominò poi ambasciatore francese in Germania (1881-1886) al posto di Charles Raymond de Saint-Vallier, divenendo rappresentante della Francia alla Conferenza di Berlino (1884-1885); le sue doti oratorie furono apprezzate dallo stesso Otto von Bismarck e portarono grandi vantaggi negli interessi francesi in varie parti del mondo, a tal punto che il Re dei Belgi Leopoldo II e il Re del Portogallo Carlo I chiesero il suo aiuto per quanto riguarda alcune controversie relative ai loro possedimenti in Africa che avevano portato alla fondazione dello Stato Libero del Congo.
Nel 1887 e nel 1888 rinunciò alla carica di ministro degli Affari esteri, venendo comunque eletto senatore Senatore della Repubblica Francese nella circoscrizione di Seine-et-Oise, in sostituzione di Hippolyte Maze. Nel 1889 fu nominato da Charles de Freycinet a capo della Direzione degli Affari Politici, e poi Consigliere di Stato e ancora Direttore dell'Archivio Diplomatico. Si distinse soprattutto per l'abilità e per la risolutezza con cui guidò i negoziati che portarono al Trattato di Ksar-Saïd e all'istituzione del protettorato francese in Tunisia.
Fu nominato presidente del tribunale arbitrale incaricato di risolvere la controversia tra Inghilterra e Stati Uniti d'America relativa alla pesca delle foche nel Mare di Behring nel 1893. L'anno successivo presiedette il Congresso Olimpico dal 1894 alla Sorbona che ripristinò i Giochi olimpici. Nell'ottobre dello stesso anno, in seguito al bombardamento di Bangkok da parte dell'ammiraglio Humann, fu nominato ambasciatore francese nel Regno Unito, dovendo poi affrontare la Crisi di Fascioda e rimanendo in carica fino al 1898. Chodron de Courcel collaborò anche alla pubblicazione delle memorie del cardinale Richelieu e divenne membro dell'Académie des sciences morales et politiques, presiedendo poi la Société d'histoire diplomatique e la Société de l'histoire de France.
Rieletto senatore nel 1900 e nel 1909, vi rimase fino alla morte. Membro di diverse commissioni speciali, intervenne a più riprese nei dibattiti e si occupò di presentare diversi progetti di legge riguardanti: l'approvazione dell'accordo concluso a Berlino per la delimitazione delle colonie del Congo francese e del Camerun e delle sfere d'influenza tedesca nella regione del Ciad (1894), l'organizzazione dell'esercito coloniale (1900), la modifica della legge del 17 dicembre 1892 relativa all'aumento del numero di decorazioni concesse agli eserciti di terra e di mare (1902) e le condizioni di applicazione dell'articolo 12 della Convenzione franco-siamese del 13 febbraio 1904 (1906). Parallelamente al suo mandato politico, svolse diverse missioni: fu ambasciatore straordinario per i funerali del re Cristiano IX di Danimarca (1906), presidente del consiglio di amministrazione della Compagnie du chemin de fer de Paris à Orléans (dal 1891) ed è stato direttore della Compagnia del Canale di Suez.